# 韦斯塔维亚希尔斯
韦斯塔维亚希尔斯（英語：Vestavia Hills）是美国阿拉巴马州下属的一座城市。面积约为19.41平方英里（约合50.27平方公里）。根据2010年美国人口普查，该市有人口34,033人，人口密度为1,753.46/平方英里（约合677/平方公里）。